# Индийска национална академия на науките
Индийската национална академия на науките (на английски: Indian National Science Academy (INSA)) със седалище в Ню Делхи е върховното представителство на индийските учени, представляващо всички клонове на науката и технологиите. Има за цел да промотира науката и използването на научни резултати в Индия.

## История
Академията е оригинално учредена през 1935 година под името Национален научен институт на Индия до промяната на името ѝ към днешното през 1970 година. Индийското правителство признава организацията през 1945 година като водещото научно общество представляващо всички клонове на науката в Индия. През 1968 година Академията е посочена като представителство в Индия на Международния съвет за наука (International Council for Science (ICSU)) с щабквартира в Ню Делхи.

## Структура и цели
Индийската национална академия на науките се състои от член-основатели (Foundation fellows), членове и чуждестранни членове. Избирането на членове е само в резултат на номиниране на кандидати.
Целите на академията включват промотиране на науката в Индия, приложение на научни резултати към националните дела, опазване интересите на учените, установяването на контакти с международни организации в покрепа на сътрудничеството, както и представителство на Индия н чужбина и изготвяне на позициите на страната по национални въпроси, свързани с науката.
Академията има роля и в промотирането, разпознаването и поощряването на отличните резултати в науката. За поощряване на отличните резултати в науката и технологиите, в Академията са учредени 59 награди в 4 категории, по-специално международни награди, медали и отличия за лекции в различни направления и като цяло, награди за млади учени. Академията също така издава списания, организира научни дискусии и публикува доклади и монографии.
Тя е организацията, подписала от страна на Индия Берлинската декларация за отворен достъп до знанието в науките и хуманитаристиката през 2004 година.